# Only If…
«Only If…» (с англ. — «Только если») — сингл ирландской певицы Энии. Он был выпущен вместе с её первым сборником величайших хитов Paint the Sky with Stars 3 ноября 1997 года. Сингл попал в чарты нескольких стран. Эния продвигала песню с помощью интервью и выступлений на различных шоу.

## Критика
Ларри Флик из Billboard написал следующее:
Песня «Only If...» умиротворяюще и незабываемо мелодична, как и любая другая вдохновляющая, очищающая душу, песня Энии. В этой композиции имеется уникальное сочетание фоновых голосов с барабанами и скрипкой. Это сочетание заставляет все ее песни казаться старинными и ангельскими. Эния переносит своих слушателей в совершенно другое измерение, и этот сингл не стал исключением.

## Трек-лист
| №  | Название               | Длительность |
| -- | ---------------------- | ------------ |
| 1. | «Only If..»            | 3:12         |
| 2. | «Willows on the Water» | 3:02         |
| 3. | «Oíche Chiún»          | 3:46         |

## Чарты
| Чарт (1997—1998)                           | Высшая позиция |
| ------------------------------------------ | -------------- |
| Австралия (ARIA)                           | 94             |
| Бельгия/Фландрия (Ultratip Bubbling Under) | 16             |
| Германия (GfK)                             | 68             |
| Исландия (Íslenski Listinn Topp 40)        | 30             |
| Нидерланды (Single Top 100)                | 78             |
| Шотландия (OCC Scotland)                   | 44             |
| Великобритания (OCC UK Singles)            | 43             |
| США (Billboard Hot 100)                    | 88             |